# Basilique Santi Bartolomeo e Gaetano
La basilique Santi Bartolomeo e Gaetano est une basilique mineure de style Renaissance située dans le centre de la ville de Bologne en Italie.
Une première église dédiée à saint Barthélémy existait sur le site depuis le Ve siècle. En 1516, l'architecte Andrea Marchesi (it) est désigné pour la construction de l'actuel édifice. Le projet, qui est détaillé dans le portique à l'extérieur de l'ensemble est interrompu à la mort de celui-ci. En 1599, l'église passe sous la direction de l'ordre des Théatins qui mènent la construction jusqu'à son terme sous la direction de Giovanni Battista Natali et Agostino Barelli.
L'église est dédiée à saint Gaétan à la canonisation de ce dernier qui était le fondateur de l'ordre. La construction se termine en 1694.
L'église possède le titre de basilique mineure depuis le 22 octobre 1924.

## Source
- (en) Cet article est partiellement ou en totalité issu de l’article de Wikipédia en anglais intitulé « Santi Bartolomeo e Gaetano » (voir la liste des auteurs).